# Station Konotop
Station Konotop was een spoorwegstation in de Poolse plaats Konotop. Het station lag aan de spoorlijn van Wolsztyn naar Żagań en is in 2004 gesloten. Later zijn de rails verwijderd, en vervangen door een fietspad.